# 賀廉
賀廉（14世紀—15世紀），字以清，南直隸蘇州府吳縣洞庭東山人，明朝政治人物。

## 生平
賀廉是永樂二十一年（1423年）癸卯科應天鄉試第二名舉人，授連江訓導，陞任代王王府紀善，他為人簡嚴，多次以抗言忤逆上級，因此仕途不顯達，官至福建按察司知事，辭官回鄉杜門不出，家居以經義教授鄉里，造就士子。
賀廉的兒子賀元忠，為成化八年進士。

## 引用
1. 1 2  民國《吳縣志·卷六十六上·列傳》：賀廉，字以清，洞庭東山人，邃於《易》，永樂癸卯中京闈第二，授連江訓導，陞代府紀善，為人簡嚴，屢以抗言忤當道，故官不達，終福建按察知事，家居以經義教授鄉里，多所造就，子元忠，字澤民，成化壬辰進士……
2. ↑  弘治《震澤編·卷三》：賀廉 字以清，永樂癸卯京闈第二人，仕終福建按察司知事，邃於《易》，學方嚴撰靖，與人多忤，故官不大顯，歸吳杜門不出，一時人才多所造就，子元忠，成化壬辰進士……
3. ↑  光緒《蘇州府志·卷七十九·人物六》：賀廉，字以清，洞庭東山人，邃於《易》，永樂癸卯中京闈第二，授連江訓導，陞代府紀善，為人簡嚴，屢以抗言忤當道，故官不達，終福建按察知事，家居以經義教授鄉里，多所造就，子元忠，字澤民，成化壬辰進士…… 乾隆志